# Phyllorachideae
Phyllorachideae C.E. Hubb., 1939 è una tribù di piante erbacee spermatofite monocotiledoni appartenenti alla famiglia Poaceae (ordine delle Poales).

## Etimologia
Il nome della tribù deriva dal suo genere tipo Phyllorachis Trimen. il cui nome è stato è formato da due parole greche: phyllo (= foglia) e rachis (= asse di strutture composte come le foglie).
Il nome scientifico della tribù è stato definito dal botanico inglese specializzato in agrostologia Charles Edward Hubbard (1900–1980) nella pubblicazione "Hooker's Icones Plantarum - 34: t. 3386, p. 5. marzo 1939" del 1939.

## Descrizione

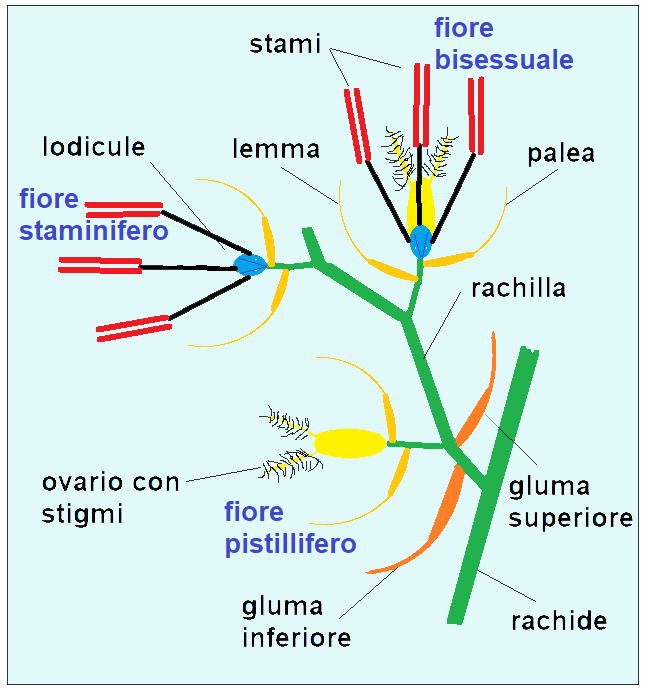
Spighetta generica con tre fiori diversi

### Portamento
Il portamento delle specie di questa tribù è erbaceo perenne rizomatoso, stolonifero, o cespitoso con culmi legnosi e decombenti lunghi fino a 100–120 cm. Le radici in genere sono del tipo fascicolato.

### Foglie
Le foglie lungo il culmo sono alterne e distiche. Sono composte da una guaina (a consistenza membranosa e bordo cigliato), una ligula e una lamina. La lamina delle foglie è relativamente ampia con delle forme da cordate a sagittate con contorno da ellittico o lanceolato a ovato e con apice acuminato. Le lamine fogliari sono provviste di uno pseudopicciolo (o falso picciolo) e sono prive di padiglioni auricolari. Le venature sono parallelinervie con brevi vene trasversali poco visibili. Nelle foglie sono presenti dei corpi di silice.

### Fiori
- Infiorescenza principale (sinfiorescenza o semplicemente spiga): le infiorescenze, terminali o ascellari e monoiche, sono del tipo a racemi portati lungo l'asse principale. L'asse dell'infiorescenza è appiattito, largo e a forma di foglia; racchiude alcuni brevi rami primari recanti ciascuno un grappolo condensato di 1-4 spighette. In Phyllorachis i fiori staminiferi e pistilliferi si trovano in spighette della stessa infiorescenza (una spighetta pistillifera e due o tre spighette staminifere); in Humbertochloa i fiori staminiferi e pistilliferi si trovano nelle spighette di infiorescenze separate (ossia le infiorescenze sono unisessuali). In genere le spighette prossimali sono pistillifere, quelle distali sono staminifere.
- Infiorescenza secondaria (o spighetta): le spighette sono composte da due fiori (quindi senza estensione della rachilla), quello prossimale è sterile, quello distale è unisessuale. I fiori in genere sono formati da un lemma (in Humbertochloa quella inferiore delle spighette pistillifere è arrotondata, quella superiore è tubercolata; in Phyllorachis quella inferiore è rigata e scanalata, mentre quella superiore è liscia) e una palea. Le glume, alla base della spighetta, sono due e con forme diverse: quella inferiore è subulata, quella superiore è oblunga. Le glume in genere sono più corte delle spighette. La forma delle spighette è oblunga compressa lateralmente e sono gibbose. Le ramificazioni accessorie (rachille) sono decidue. Le spighette con fiori maschili sono meno sviluppate di quelle con fiori femminili.
- I fiori sono sterili, staminiferi, pistilliferi. In genere sono attinomorfi formati da 3 verticilli: perianzio ridotto, androceo (mancante nei fiori pistilliferi) e gineceo (mancante nei fiori staminiferi). Alla base del fiore sono presenti due brattee: la palea (insignificante nei fiori sterili) e il lemma.

- Formula fiorale:

- , P 2, A (1-)3(-6), G (2–3) supero, cariosside.

- Il perianzio in queste specie è ridotto e formato da due-tre lodicule, delle squame, poco visibili (forse relitto di un verticillo di 3 sepali). Le lodicule sono membranose, glabre o cigliate.

- L'androceo è composto da 4 , 5 o 6 stami ognuno con un breve filamento, una antera e due teche. Le antere sono basifisse con deiscenza laterale. Il polline è monoporato.

- Il gineceo è composto da 3-(2) carpelli connati formanti un ovario supero. L'ovario, glabro o pubescente e con appendice apicale presente oppure no, ha un solo loculo con un solo ovulo subapicale (o quasi basale). L'ovulo è anfitropo e semianatropo e tenuinucellato o crassinucellato. Lo stilo è unico con due stigmi papillosi.

### Frutti
I frutti sono del tipo cariosside, ossia sono dei piccoli chicchi indeiscenti nel quale il pericarpo è formato da una sottile parete che circonda il singolo seme. In particolare il pericarpo è fuso al seme e aderente. La forma è allungata e appiattita. L'endosperma è duro e l'ilo è lungo e lineare in Humbertochloa, puntiforme in Phyllorachis. L'embrione è provvisto di epibalsto. I margini embrionali della foglia si sovrappongono.

## Biologia
In generale nelle erbe delle Poaceae la fecondazione avviene fondamentalmente tramite l'impollinazione dei fiori per via  anemogama. Gli stigmi piumosi sono una caratteristica importante per catturare meglio il polline aereo.
I semi cadendo a terra, dopo aver eventualmente percorso alcuni metri a causa del vento (dispersione anemocora) sono dispersi soprattutto da insetti tipo formiche (mirmecoria).

## Distribuzione e habitat
La distribuzione delle specie di questa tribù è africana con habitat tropicali.
| Genere        | Distribuzione         |
| ------------- | --------------------- |
| Humbertochloa | Tanzania e Madagascar |
| Phyllorachis  | Africa equatoriale    |

## Tassonomia
La famiglia delle Poacee comprende circa 800 generi e oltre 9.000 specie. È una delle famiglie più numerose e più importanti del gruppo delle monocotiledoni. La famiglia è suddivisa in 12 sottofamiglie, la tribù Phyllorachideae fa della sottofamiglia Ehrhartoideae.

### Generi
La tribù si compone di 2 generi e 3 specie:
- Humbertochloa A.Camus & Stapf (2 spp.)
- Phyllorachis Trimen (1 sp., Phyllorachis sagittata)

### Filogenesi
Con la sottofamiglia di questa tribù inizia a divergere il "BEP Clade" comprendente oltre alla sottofamiglia Ehrhartoideae, le sottofamiglie Bambusoideae e Pooideae. Questo clade non ha sinapomorfie morfologiche note. Il clade "BEP" insieme al "PACMAD Clade" formano un "gruppo fratello". Quest'ultimo è formato dalle sottofamiglie Aristidoideae, Arundinoideae, Micrairoideae, Danthonioideae, Chloridoideae e Panicoideae. Possibili sinapomorfie per il clade "PACMAD" sono le foglie prive di pseudopiccioli, fiori con 2 lodicule e 3 stami.
Le sinapomorfie per questa tribù sono:
- l'asse dell'infiorescenza è piatto, ampio e simile alle foglie;
- l'infiorescenza racchiude alcuni brevi rami primari recanti ciascuno un grappolo condensato di 1-4 spighette;
- le spighette sono composte da due fiori, quello prossimale è sterile, quello distale è unisessuale;
- le due glume sono distinte (l'inferiore è subulata, quella superiore è oblunga).

Genere Humbertochloa: 
- le infiorescenze sono unisessuali.

Il numero cromosomico delle specie di questa tribù è più o meno: 2n = 24.
La descrizione di Phyllorachideae all'interno della sottofamiglia Ehrhartoideae è basata sia dalle analisi filogenetiche di determinate sequenze del DNA che dai dati morfologici. All'interno della sottofamiglia la tribù Phyllorachideae potrebbe essere "gruppo fratello" della tribù Oryzeae; oppure, secondo altre ricerche, "gruppo fratello" delle due tribù [Ehrharteae + Oryzeae]. Qui sotto sono rappresentati i due possibili alberi filogenetici.
|  | Ehrharteae                                                  |
|  |                                                             |
|  | \| \| Phyllorachideae \| \| \| \| \| \| Oryzeae \| \| \| \| |
|  |                                                             |
|  | Phyllorachideae                                             |
|  |                                                             |
|  | Oryzeae                                                     |
|  |                                                             |

|  | Phyllorachideae |
|  |                 |
|  | Oryzeae         |
|  |                 |

|  | Ehrharteae                                                  |
|  |                                                             |
|  | \| \| Phyllorachideae \| \| \| \| \| \| Oryzeae \| \| \| \| |
|  |                                                             |
|  | Phyllorachideae                                             |
|  |                                                             |
|  | Oryzeae                                                     |
|  |                                                             |

|  | Phyllorachideae |
|  |                 |
|  | Oryzeae         |
|  |                 |

|  | Streptogyneae                                          |
|  |                                                        |
|  | Phyllorachideae                                        |
|  |                                                        |
|  | \| \| Ehrharteae \| \| \| \| \| \| Oryzeae \| \| \| \| |
|  |                                                        |
|  | Ehrharteae                                             |
|  |                                                        |
|  | Oryzeae                                                |
|  |                                                        |

|  | Ehrharteae |
|  |            |
|  | Oryzeae    |
|  |            |